# Амуро-Якутская железнодорожная магистраль

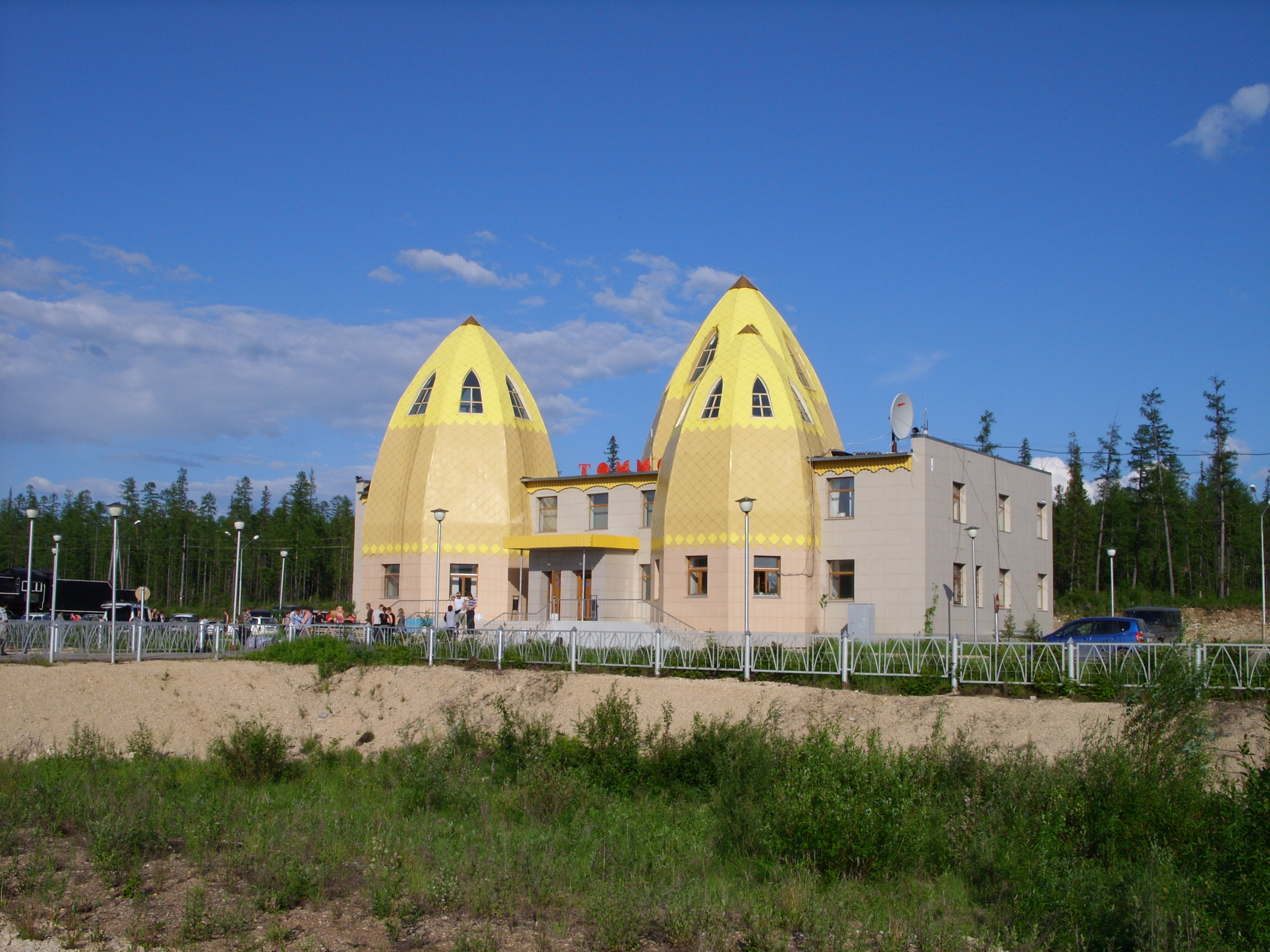
Станция Томмот, вокзал

Амуро-Якутская железнодорожная магистраль (АЯМ) — железная дорога на востоке России, связывающая Транссибирскую магистраль (Транссиб) и Байкало-Амурскую магистраль (БАМ) с Якутией.
Ставший опорным для сооружения основного участка БАМа, южный участок АЯМа (Малый БАМ) от Транссиба до Беркакита и Нерюнгри был сооружён к 1979 году.
Центральный участок АЯМа от Нерюнгри до Томмота был построен к 2004 году.
Северный участок, построенный к 2011 году до Нижнего Бестяха, соединяет центральные районы республики и город Якутск с железнодорожной сетью России; в перспективе планируется продолжить этот участок до речного порта Якутск-правобережный на берегу реки Лены, и далее построить мост и довести железную дорогу до вокзала в центре Якутска, обеспечив таким образом сухопутную связь Якутска с остальными регионами России. По максимальному варианту предусматривается строительство железнодорожной линии от Нижнего Бестяха до Магадана, что в более дальней перспективе создаёт возможность продлить её до Анадыря и Уэлена на Чукотке — для реализации проекта тоннеля под Беринговым проливом.
1 июля 2019 года был издан приказ об открытии для постоянной эксплуатации участка Томмот — Нижний Бестях, и таким образом, вся дорога была открыта для грузового и пассажирского сообщения.
Пассажирское сообщение на линии с 27 июля 2019 года осуществляется до станции Нижний Бестях, расположенной на правом берегу реки Лены, на противоположной стороне от города Якутска. Далее, от станции до речного порта на правом берегу, организован подвоз автобусом, и через реку Лену в Якутск — катерами «Марлин» либо теплоходом типа «Москва». На станции Нижний Бестях построен большой логистический комплекс для перевалки грузов в речной порт Якутск-Правобережный.
Официальное название строящейся с 1985 года железной дороги центрального и северного участков АЯМа от станции Беркакит до Якутска протяжённостью почти 900 км — железнодорожная линия Беркакит — Томмот — Якутск.
В более широком смысле АЯМом следует считать весь железнодорожный путь от Амура до столицы Якутии, то есть совокупность следующих отрезков непрерывного пути, построенных в разные годы: Рейново — Сковородино, отрезок Транссиба Сковородино — Бамовская, ветка Бамовская — Тында, соединяющая Транссиб с БАМом, ответвление БАМа Тында — Беркакит и линия Беркакит — Томмот — Якутск.
Линия проходит по пересечённой местности и в условиях вечной мерзлоты, через крупные мостовые переходы через реки Алдан и Амгу, а также планируемый мостовой переход через Лену.

## Прохождение магистрали

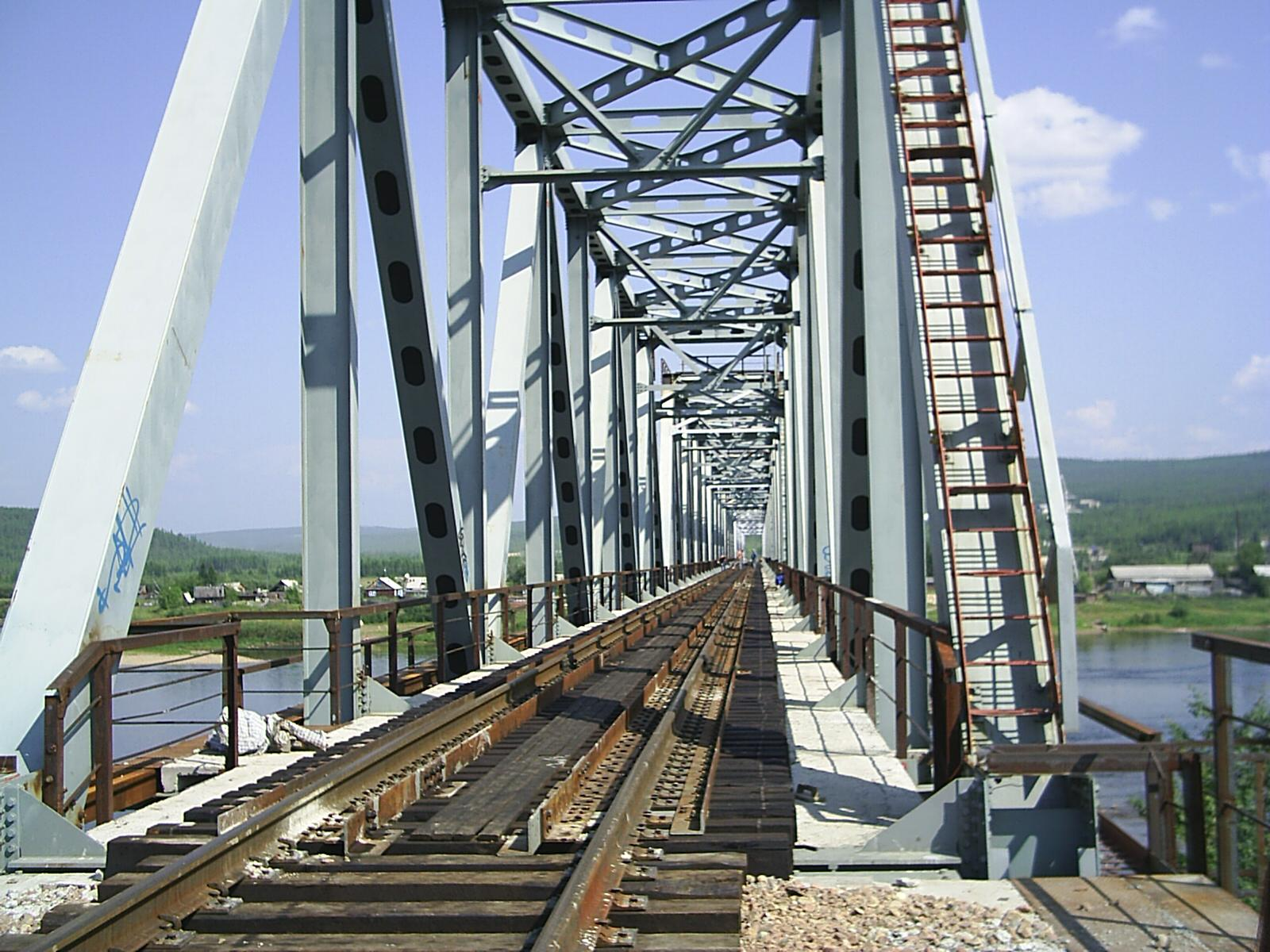
Железнодорожный мост через р. Алдан в Томмоте

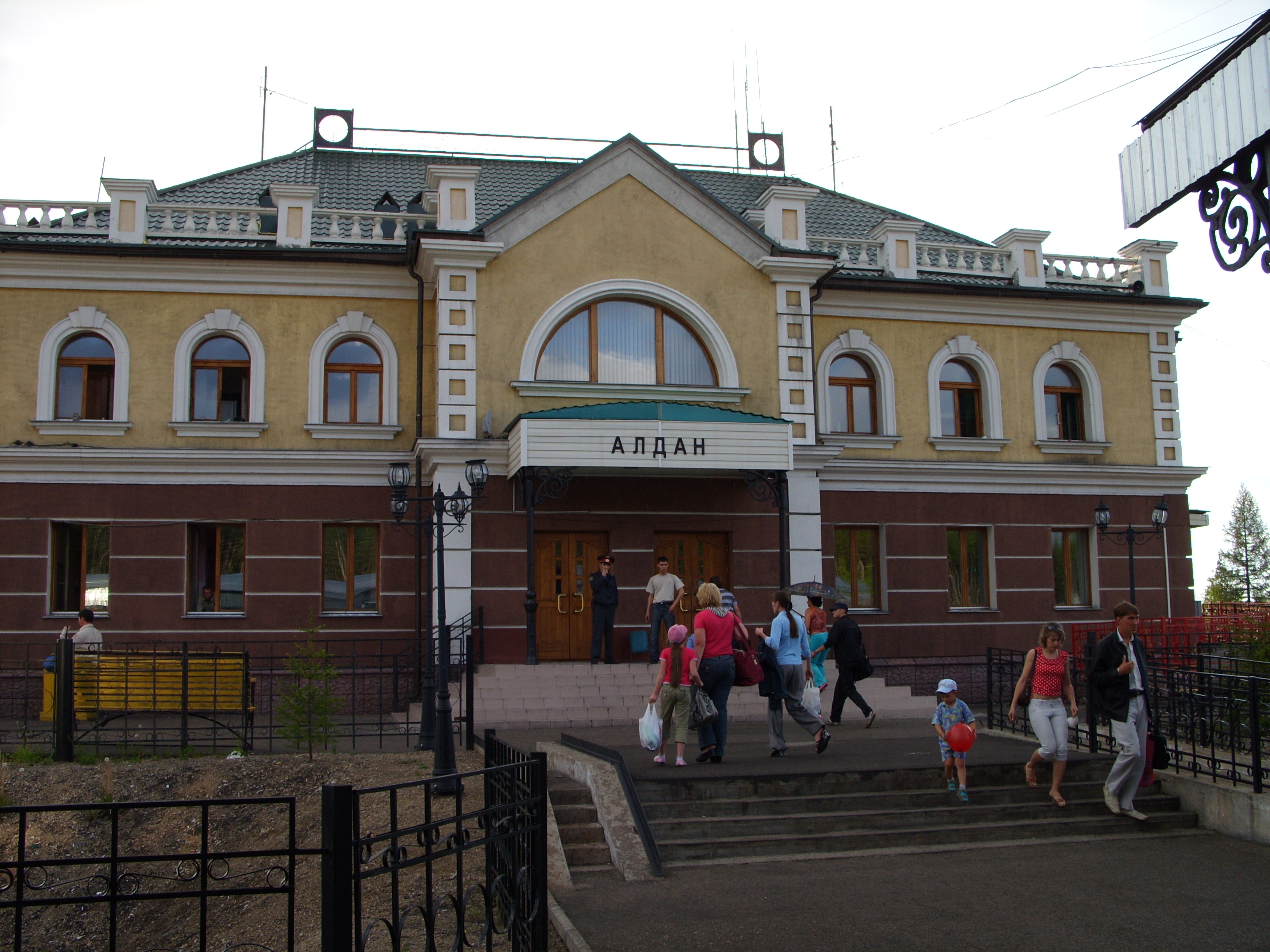
Железнодорожный вокзал в г. Алдане

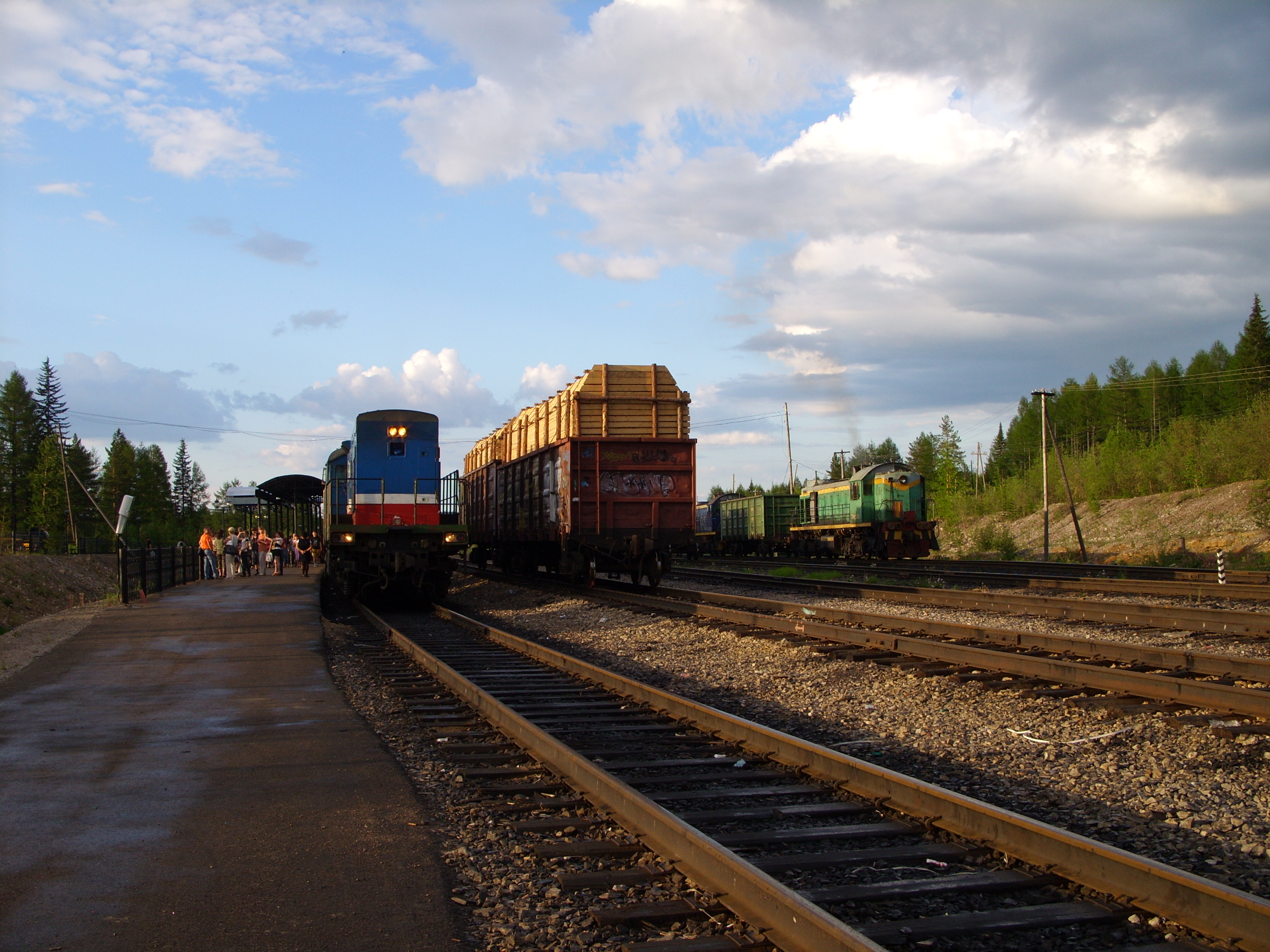
На станции Алдан

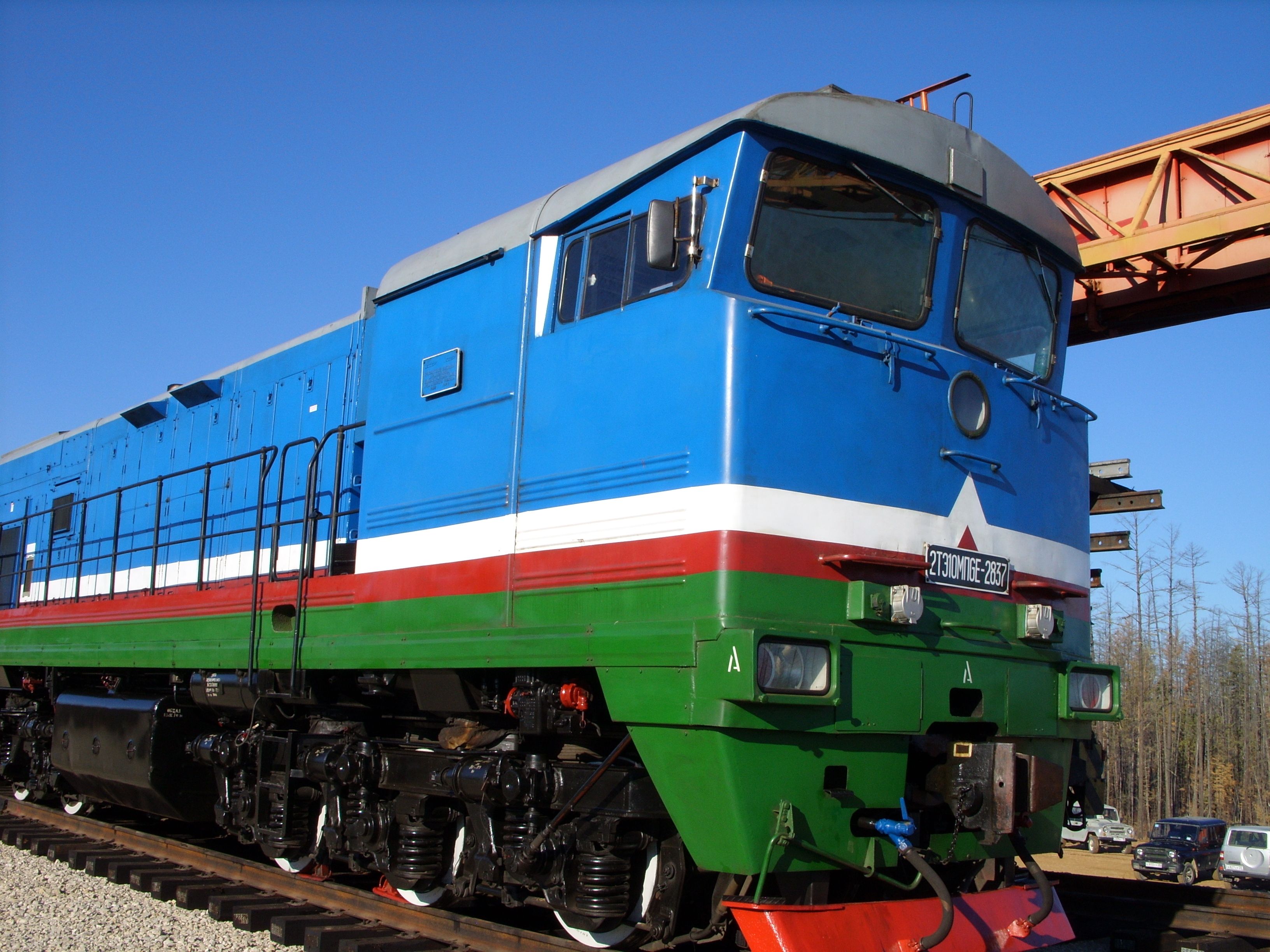
Тепловоз 2ТЭ10МПGE АК «Железные дороги Якутии»

Если считать километраж от крупной станции Транссиба Сковородино, то протяжённость АЯМа до станции Нижний Бестях составляет 1239 км, из них: действующий участок Сковородино — Нерюнгри-Пасс. 439 км, действующий по нормам временной эксплуатации участок Нерюнгри-Пасс. — Томмот 368 км и строящийся участок Томмот — Нижний Бестях 432 км.
Собственно ответвление от Транссиба на АЯМ находится у станции Бамовская в западной части Амурской области, в 32 км к северо-западу от Сковородино. Отсюда магистраль идёт на север, стыкуется с БАМом около Тынды и продолжается по нему 27 километров перед ответвлением на север в Якутию, у станции Бестужево. Линия на этом участке дважды пересекает реку Гилюй. Вскоре после входа в Республику Саха (Якутия) трасса проходит через 1300-метровый Нагорный тоннель под Становым хребтом.
В горной Южной Якутии дорога пересекает многочисленные дальнейшие реки, включая Иенгру и Чульман, пересекает угледобывающий район вокруг Беркакита и Нерюнгри. В городе Нерюнгри, столице Южной Якутии, есть пассажирский вокзал. Посёлок Беркакит (9 км к югу от Нерюнгри) с конца 1970-х является железнодорожной столицей Южной Якутии. Здесь находится локомотивное депо, обслуживающее Нерюнгринский узел, а население, главным образом, занято на железной дороге.
К северу от Нерюнгри АЯМ пересекает Алданское нагорье. В городе Алдане находится управление компании «Железные дороги Якутии» вместе с локомотивным депо этой компании. Конечный пункт действующей железной дороги пока находится в городе Томмоте (368 км к северу от Нерюнгри), где на правом (южном) берегу реки Алдан расположены пассажирская станция и грузовой двор.
К северу от этой станции находится самый длинный мост на линии через реку Алдан. Далее строящаяся дорога, пересекая водораздел, подходит с юга к реке Амге. В посёлке Верхняя Амга на правом берегу реки Амги находится строящаяся станция Амга и звеносборочная база для поставки рельсов на стройку, дальше на север.
Пройдя по построенному 347-метровому мосту через Амгу, далее дорога больше не встречает таких крупных водных преград, рельеф становится более равнинным, трасса вступает в пределы Центральной Якутии. Возле посёлка Кердем, напротив г. Покровска (78 км к югу от Якутска), АЯМ выходит на правый берег Лены. Отсюда по правому берегу идёт заключительный участок трассы до посёлка Нижний Бестях, расположенного напротив Якутска. В посёлке предполагается создание крупного транспортного узла и городка железнодорожников.
Запланировано (ещё в советское время) начать строительство трёхкилометрового моста через Лену возле посёлка Табага (20 км к югу от Якутска). Таким образом, если этот мост будет построен, магистраль продолжится на левом берегу Лены, к городу Якутску, где предполагается строительство пассажирской станции и грузового терминала в речном порту.
Ввиду ожидаемых трудностей в постройке моста через Лену, на которой бывают сильные наводнения весной и мощные ледоходы в течение весны и осени, раздавались голоса оставить железную дорогу на правом берегу Лены в Нижнем Бестяхе, а через реку мост либо вовсе не строить, либо строить более простой автомобильный мост. Время от времени также всплывает идея тоннеля.
Железнодорожная станция в Нижнем Бестяхе будет играть роль опорного пункта для дальнейшего строительства железной дороги к Магадану, которое планировалось довольно давно, ещё в советское время.
Рассматриваемая линия является на всём протяжении однопутной (за исключением участка от Тынды до Бестужево, соединённого с БАМом) и неэлектрифицированной. Обслуживается тепловозами российского и частично американского производства (ЖДЯ).
Строительство и эксплуатация железной дороги в Якутии осложнены большими температурными колебаниями от −50 °C зимой до +30 °C летом и наличием вечной мерзлоты, что заставляет принимать специальные инженерные меры для закрепления грунтов при строительстве.
На южном участке АЯМа (Бамовская — Тында — Беркакит — Угольная) линия от Транссиба до Тынды (пересечения с БАМом) построена в 1977 году, до Беркакита — к началу 1979 года (пассажирское движение до ст. Нерюнгри открылось в 1984 году).
| Остановочный пункт    | Код ЕСР | Код АСУ | Километр | Открытие | На карте                                                | Тр. | Р. В. | Общие сведения             | Ист.          |
| Беркакит              | 91140   | 9610799 | 0        | 1979     | Карта. toolserver.org. Дата обращения: 30 декабря 2021. |     |       | Посёлок. Основан в 1977 г. |               |
| Нерюнгри-Пассажирская | 911501  | 9610855 | 9        | 1984     | Карта. toolserver.org. Дата обращения: 30 декабря 2021. |     |       |                            |               |
| Нерюнгри-Грузовая     | 911605  | 9605545 | 18       |          | Карта. toolserver.org. Дата обращения: 30 декабря 2021. |     |       |                            |               |
| Денисовский           | 913507  |         | 29       |          | Карта. toolserver.org. Дата обращения: 30 декабря 2021. |     |       |                            |               |
| Чульман               | 913600  |         | 40       |          | Карта. toolserver.org. Дата обращения: 30 декабря 2021. |     |       |                            |               |
| Чульбасс              | 913704  |         | 54       |          | Карта. toolserver.org. Дата обращения: 30 декабря 2021. |     |       |                            |               |
| Тенистый              | 913808  |         | 65       |          | Карта. toolserver.org. Дата обращения: 30 декабря 2021. |     |       |                            |               |
| Хатыми                | 913812  |         | 96       |          | Карта. toolserver.org. Дата обращения: 30 декабря 2021. |     |       |                            |               |
| Огоньер               | 913831  |         | 114      |          | Карта. toolserver.org. Дата обращения: 30 декабря 2021. |     |       |                            |               |
| Таёжная               | 911624  |         | 158      |          | Карта. toolserver.org. Дата обращения: 30 декабря 2021. |     |       |                            |               |
| Большой Нимныр        | 913865  |         | 218      |          | Карта. toolserver.org. Дата обращения: 30 декабря 2021. |     |       |                            |               |
| Селигдар              | 913916  |         | 263      |          | Карта. toolserver.org. Дата обращения: 30 декабря 2021. |     |       |                            |               |
| Косаревский           | 913901  |         | 279      |          | Карта. toolserver.org. Дата обращения: 30 декабря 2021. |     |       |                            |               |
| Алдан                 | 914001  |         | 296      | 1992     | Карта. toolserver.org. Дата обращения: 30 декабря 2021. |     |       |                            |               |
| Куранах               | 914105  |         | 326      |          | Карта. toolserver.org. Дата обращения: 30 декабря 2021. |     |       |                            |               |
| Томмот                | 914209  |         | 377      | 2004     | Карта. toolserver.org. Дата обращения: 30 декабря 2021. |     |       |                            |               |
| Болотный (разъезд)    |         |         | 430      | 2007     | Карта. toolserver.org. Дата обращения: 30 декабря 2021. |     |       |                            |               |
| Амга (станция)        |         |         | 482      |          | Карта. toolserver.org. Дата обращения: 30 декабря 2021. |     |       |                            |               |
| Кырбыкан (разъезд)    |         |         | 533      |          | Карта. toolserver.org. Дата обращения: 30 декабря 2021. |     |       |                            |               |
| Улу (разъезд)         |         |         | 563      |          | Карта. toolserver.org. Дата обращения: 30 декабря 2021. |     |       |                            |               |
| Кюргелях              |         |         | 583      |          | Карта. toolserver.org. Дата обращения: 30 декабря 2021. |     |       |                            |               |
| Ханиердах (разъезд)   |         |         | 662      |          | Карта. toolserver.org. Дата обращения: 30 декабря 2021. |     |       |                            |               |
| Мундуруччу (разъезд)  |         |         |          |          |                                                         |     |       |                            |               |
| Олень                 |         |         | 686      |          | Карта. toolserver.org. Дата обращения: 30 декабря 2021. |     |       |                            |               |
| Лютенка (разъезд)     |         |         |          |          | Карта. toolserver.org. Дата обращения: 30 декабря 2021. |     |       |                            |               |
| Кердем                |         |         | 737      | 2010     | Карта. toolserver.org. Дата обращения: 30 декабря 2021. |     |       |                            | [ 12 ] [ 13 ] |
| Менда (разъезд)       |         |         | 754      |          |                                                         |     |       |                            |               |
| Рассолода (разъезд)   |         |         | 772      |          | Карта. toolserver.org. Дата обращения: 30 декабря 2021. |     |       |                            |               |
| Правая Лена           |         |         | 794      |          | Карта. toolserver.org. Дата обращения: 30 декабря 2021. |     |       |                            |               |
| ответвление на Якутск |         |         | 795      |          |                                                         |     |       |                            |               |
| Хаптагай              |         |         | 796      |          | Карта. toolserver.org. Дата обращения: 30 декабря 2021. |     |       |                            |               |
| Нижний Бестях         |         |         | 809      | 2014     | Карта. toolserver.org. Дата обращения: 30 декабря 2021. |     |       |                            |               |

## Предыстория
В конце XIX — начале XX века в России строилась Транссибирская магистраль. Примерно в это же время появилась идея прокладки железной дороги от Транссиба по территории Приамурья и Якутии до города Якутска.
В 1904 году французский предприниматель Лоик де Лобель совместно с американцами предложил России осуществить строительство железнодорожной магистрали Сибирь — Аляска через Чукотку и Якутию до соединения с Транссибом с сохранением права эксплуатации шестнадцатимильной зоны на 90 лет. Межведомственным совещанием России это предложение было отклонено.
В 1906 году Совет министров России во главе с С. Ю. Витте вернулся к этому вопросу и принял соответствующее решение. Однако осуществить его не удалось.
В 1912 году Государственная Дума Российской империи обсуждала железнодорожную смету по строительству железной дороги в Якутскую область. Дальше этого дело не пошло, вскоре началась Первая мировая война.
В 1931 году Совнарком Якутской АССР поставил вопрос о необходимости изыскательских работ по строительству железной дороги до Якутска.
Строительство AЯМа началось в 1930-х со строительства линии Бамовская — Тында (тогда посёлок Тындинский), как часть запланированного строительства Байкало-Амурской магистрали. В 1940—1941 годах на этой линии велось активное строительство и были уложены рельсы, но в 1942 году она была разобрана, поскольку Великая Отечественная война отложила строительство БАМа: рельсы, снятые здесь, были использованы для нужд обороны — строительства Волжской рокады.

## История строительства

### 1950—1985

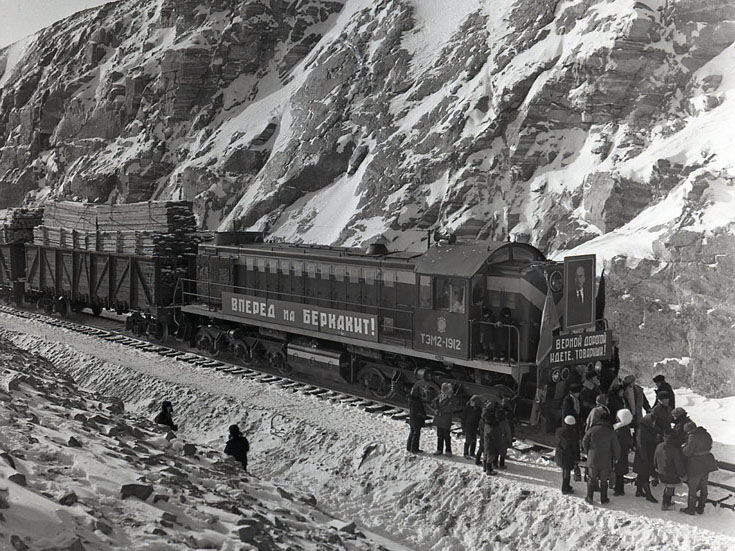
У разъезда Якутский. 1976 год

В 1950—1952 годах была подтверждена целесообразность строительства железной дороги с юга на север на участке Беркакит — Томмот и принято постановление Правительства СССР о сооружении железной дороги, соединяющей БАМ с Якутском.
5 мая 1972 года началось повторное строительство участка Бамовская — Тында, призванного служить как начальным участком АЯМа, так и линией, соединяющей Транссиб с БАМом.
8 мая 1974 года в Тынду прибыл первый поезд. Рабочее движение на линии Бамовская — Тында началось в ноябре 1976 года, полностью линия введена в эксплуатацию в октябре 1977 года. В то же время линия была продолжена к северу, в Якутию, на территорию Южно-Якутского территориально-производственного комплекса.
В октябре 1975 года произошла укладка «серебряного звена» пути на север, на Беркакит, к границе Амурской области и Якутии.
В 1976 году железнодорожные пути проложили к разъезду «Якутский», 2 ноября уложено «золотое звено».
26 октября 1978 года закончилась укладка рельсов на станции Угольная и к Нерюнгринскому угольному разрезу, а в декабре линия Тында — Беркакит принята в постоянную эксплуатацию. Через год по ней переправлялось по 700 вагонов угля ежедневно.
В 1984 году открыто пассажирское движение до города Нерюнгри.
7 марта 1985 года Совмин СССР принял решение о строительстве железнодорожной магистрали к столице Якутской АССР городу Якутску. Однако дальнейшее строительство затянулось из-за начавшейся перестройки, недостаточного финансирования, других политических и экономических причин.

### 1985—2005

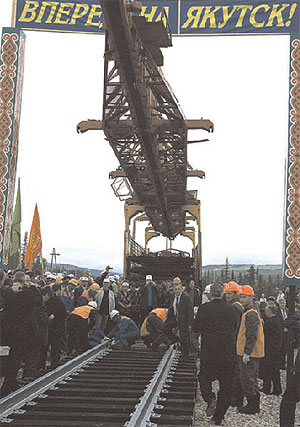
Начало строительства ЖД на Якутск. Близ г. Нерюнгри, 1985 г.

Строительство магистрали Беркакит — Томмот — Якутск началось в 1985 году по постановлению Совета Министров СССР от 7 марта 1985 года № 216 «О строительстве железнодорожной линии Беркакит — Томмот — Якутск». По первоначальному плану, дорога должна была прийти в Якутск (включая построенный мост, вокзал и всю инфраструктуру) уже в 1994 году.
11 марта 1985 года — (0 км) начало строительства трассы от Нерюнгри на Якутск.
19 декабря 1992 года — (294 км) укладка «золотого» звена на ст. Алдан.
В 1993 году стройке придан федеральный статус. В этот период было принято множество постановлений правительства РФ о продолжении стройки «О мерах по завершению строительства железнодорожной линии Беркакит — Томмот — Якутск» (январь), постановление Верховного Совета РС(Я) «О первоочередных задачах продолжения строительства». Образована дирекция по строительству этой линии и даже Министерство по делам Амуро-Якутской магистрали РС(Я), утверждён переработанный проект строительства.
2 октября 1995 года для управления и завершения строительства магистрали было создано ОАО АК «Железные дороги Якутии». Утверждён проект строительства железной дороги на участке Томмот — Якутск (Нижний Бестях).
16 декабря 1997 года — (376 км) укладка «золотого» звена на ст. Томмот.
Стройка, начатая когда-то с энтузиазмом, велась крайне медленно из-за тяжёлой социально-экономической ситуации в стране и смены общественно-политического строя. В общей сложности за всё время строительства активные работы останавливались из-за недофинансирования 17 раз.
В 1997—2002 годах — строительство по титулу Томмот — Якутск фактически остановлено. Велось вялотекущее сооружение путевого развития станций, грузовых дворов, локомотивного депо и других объектов. 500-метровый мост через реку Алдан в Томмоте, наиболее крупный на линии помимо моста через Лену, был построен ещё в 1990-х, но ряд лет простоял без использования. Дальнейший участок длиной приблизительно 60 километров находился в работе, когда финансовые проблемы в очередной раз остановили проект.
В январе 2002 года Президентом Республики Саха (Якутия) стал Вячеслав Штыров, который реанимировал проект железной дороги до Якутска:
- строительство было отделено от эксплуатации
- создана республиканская дирекция по строительству железной дороги Беркакит — Томмот — Якутск
- акционерная компания «Железные дороги Якутии» была переведена из Якутска в Алдан (в непосредственную близость к эксплуатируемому участку Беркакит — Томмот)
- правительству республики было поручено сформировать инвестиционную программу по достройке линии Беркакит — Томмот, имеющую целью доведения технического состояния линии и эксплуатирующей организации до норм лицензионных требований по перевозке грузов и пассажиров[17]

В результате в 2003 году была принята программа достройки линии Беркакит — Томмот до норм временной эксплуатации с пуском пассажирского движения в 2004 году.
28 августа 2004 года был торжественно открыт участок Нерюнгри — Томмот по нормам временной эксплуатации с пуском пассажирского движения. С 1 сентября 2004 года на этом участке ходит регулярный ежедневный круглогодичный пассажирский поезд № 323/324 Томмот — Нерюнгри-Пассажирский — Томмот формирования компании ЖДЯ с прицепными вагонами до Тынды (ежедневно), Благовещенска (через день), Хабаровска (дважды в неделю) и Москвы (пять раз в месяц). Грузовое движение, особенно на участке Нерюнгри — Алдан, было и раньше.

### 2005—2010

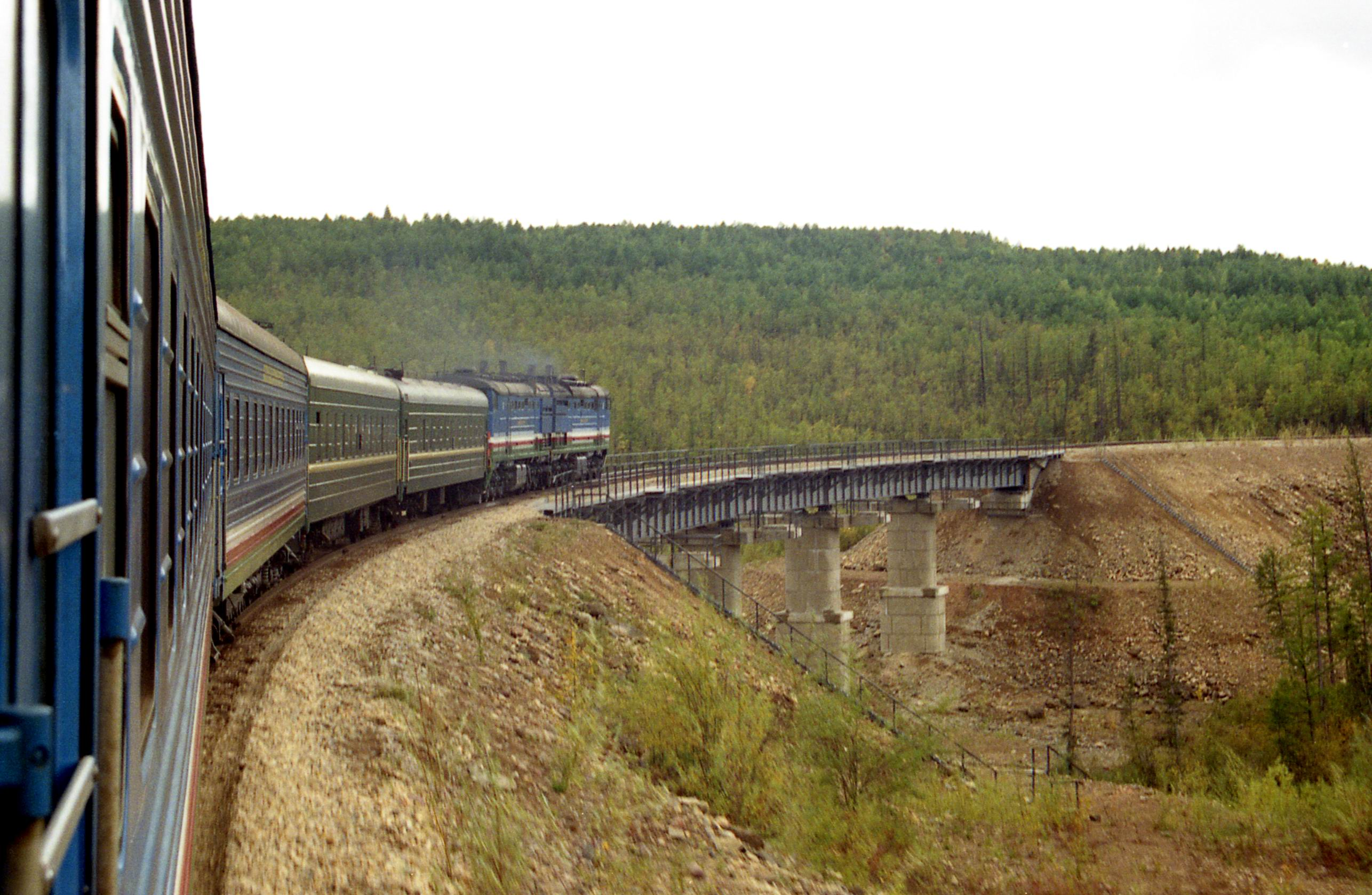
Пассажирский поезд № 323 Томмот — Нерюнгри на подходах к Алдану

На 2005 год по АЯМу осуществлялось движение:
- пассажирское и грузовое до станции Томмот (570 км от разъезда Бестужево на БАМе, 377 км от Беркакита).

Достройка линии Беркакит — Томмот и активная работа с Правительством РФ по необходимости продолжения строительства железнодорожной линии до Якутска привели к принятию постановления Правительства РФ № 242 от 15 мая 2004 года «О неотложных мерах по строительству железной дороги Беркакит — Томмот — Якутск». Стройка от Томмота началась в апреле 2005 года и в течение этого и следующего годов велась весьма интенсивно. Так, 22 апреля 2006 года был полностью принят в эксплуатацию мост через Алдан, а на примерно 200-километровом участке к северу от Томмота развернулись очень активные земляные работы с использованием большого количества техники и рабочих. Однако в сентябре 2007 года предприятия, ведущие строительство участка железной дороги Томмот — Кердем, резко сократили объёмы работ из-за тяжёлого финансового положения. На 1 августа 2007 года подрядными организациями были выполнены работы стоимостью 4,6 млрд рублей, однако профинансировано было чуть больше 1,1 млрд рублей. Налоговой инспекцией были арестованы расчётные счёта ООО «Сахатрансмеханизация», подрядчика, работавшего на возведении земляного полотна. Подрядчик ОАО «Тындатрансстрой» не имел возможности оплатить проезда рабочих к месту работы и организацию питания на вахте, не было средств на приобретение деталей для укладки верхнего строения пути. В некоторых подрядных организациях задержка заработной платы составляла свыше трёх месяцев. Финансовые проблемы были связаны с тем, что основной инвестор стройки (правительство Якутии) в 2007 году не выделял средства. На финансирование строительства в 2007 и последующие годы планировалось направить средства от продажи акций АО «Якутуголь» и АО «Эльгауголь», но из-за несогласованности с Росимуществом аукцион удалось назначить только на 5 октября. Из-за задержки финансирования целевая задача: укладка верхнего строения пути до разъезда Карбыкан (533 км трассы) не была выполнена. Было сдано под укладку 13 км земляного полотна, 7 мостов. В высокой степени готовности находились 72 км полотна и 5 мостов.

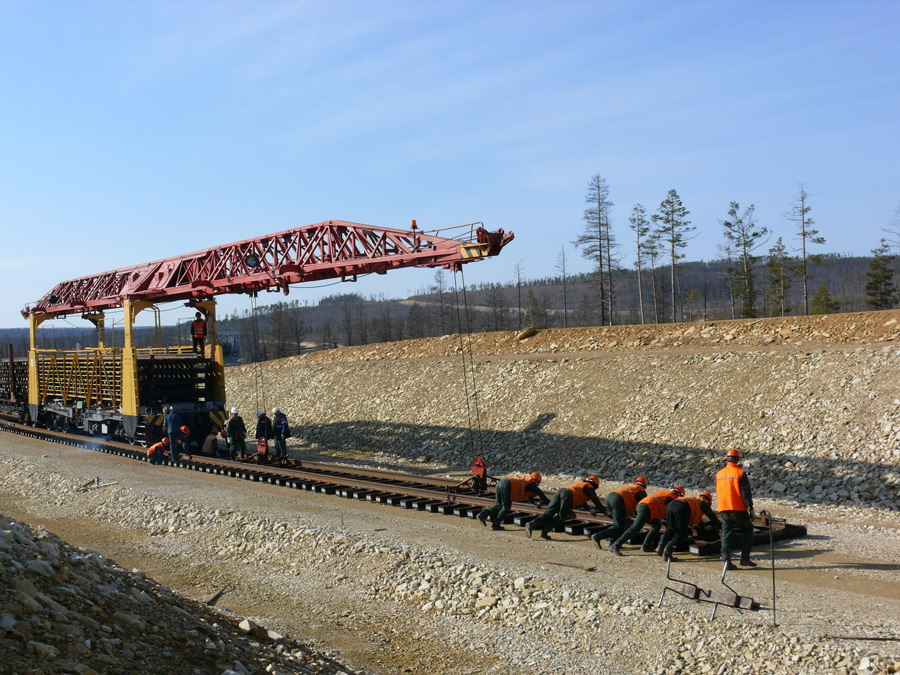
Голова укладки на участке Томмот — Кердем

8 декабря 2008 года в присутствии Президента Якутии В. А. Штырова в посёлке Верхняя Амга состоялась церемония сдачи железнодорожного моста через реку Амгу и укладки «Серебряного звена» на 482-м км.

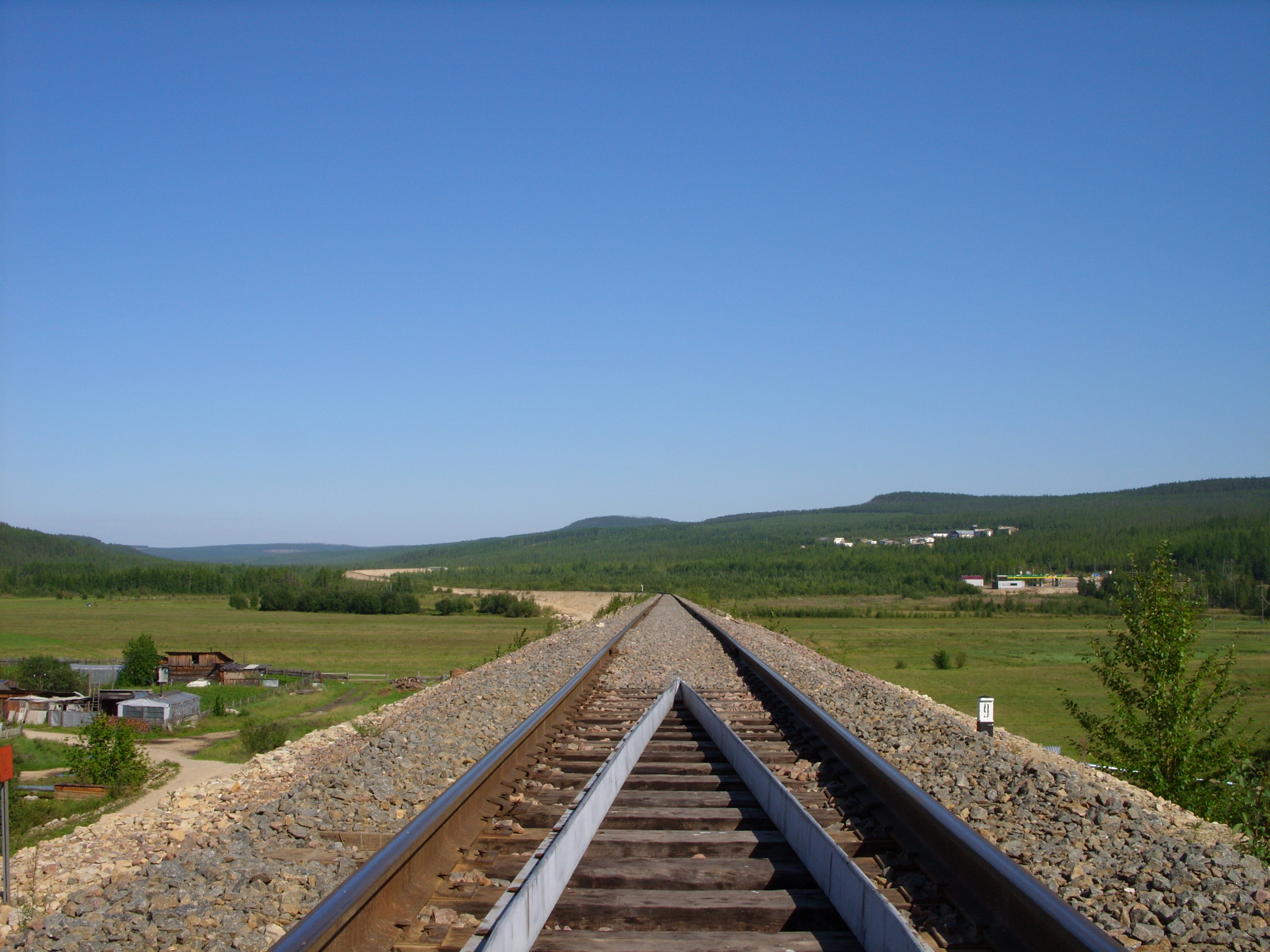
АЯМ в окрестностях Томмота

В августе 2009 года работы велись на 575-м километре, возле Улу. К этому времени было уложено 100 км пути из 180 км, запланированных на 2009 год. Финансирование на 2009 год было запланировано в размере 9 млрд рублей. На строительстве было задействовано 10 подрядных организаций, около 2 тысяч человек, 600 единиц техники. Летом — осенью 2009 года укладка рельсошпальной решётки велась со скоростью 30 и более километров в месяц, были достигнуты рекордные показатели укладки за всю историю строительства АЯМа.
«Трансстрой» справился с целевой задачей 2009 года, путеукладчик был возле станции Ханиердах (662 км) уже в начале декабря. По словам генерального директора корпорации «Трансстрой-Восток» Александра Дудникова, в это время велись работы на самой станции Ханиердах. Таким образом, за 2009 год было уложено 180 км верхнего строения пути на север к Якутску от станции Амга. Также отсыпано 113 км земляного полотна под железную дорогу и 9 км притрассовой автодороги, построено 22 моста, уложено 74 км оптико-волоконной линии связи. Всего за отчётный период на строительстве комплекса было освоено 7 млрд рублей.

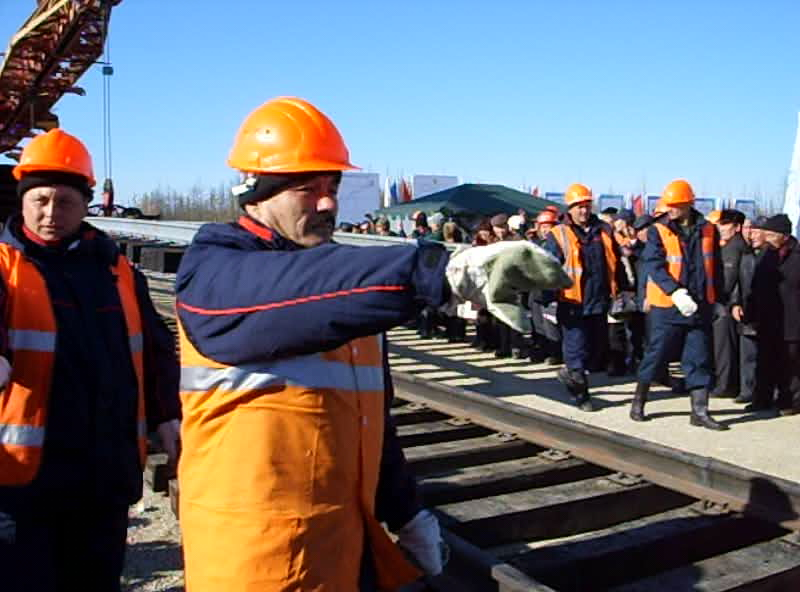
Укладка «серебряного» звена на станции Кердем

Планом на 2010 год предусматривалось: уложить рельсы до Кердема (737 км), земляное полотно и мосты подготовить до Рассолоды (772 км), просеку сделать полностью, до Нижнего Бестяха (809 км). Строительство станции Нижний Бестях началось также в 2010 году.
26 апреля 2010 года путеукладчик пересёк административную границу Алданского и Хангаласского районов Якутии (примерно 690-й км). Железная дорога вступила на территорию центральной Якутии с преобладающим якутским населением и сельскохозяйственным укладом жизни. По этому случаю был проведён небольшой митинг и перед транспортными строителями была поставлена задача: к осени зайти с укладкой на станцию Кердем, когда-то считавшуюся конечной, и выйти таким образом на берег Лены.
25 сентября 2010 года было уложено «серебряное звено» на станции Кердем. Тем самым был завершён первый пусковой комплекс железнодорожной линии Томмот — Якутск.
На конец 2010 года на строительстве пускового комплекса Томмот — Якутск (Нижний Бестях) освоено капитальных вложений на сумму 31.043,77 млн рублей, в том числе 8.281,8 млн рублей объём освоенных средств за истекший 2010 год. Отсыпано земляного полотна 25 млн кубических метров. Построено 60 ж/д мостов, из которых 2 больших: 500-метровый мост через Алдан и 347-метровый мост через реку Амга, 263 малых искусственных сооружений.
С начала строительства от станции Томмот уложено 370 км железнодорожного пути из 439 км по проекту. До станции Нижний Бестях осталось уложить 69 км пути. Уложено также 39 км станционных путей, 104 комплектов стрелочных переводов. В полном объёме выполнены работы по рубке просеки от ст. Томмот до ст. Нижний Бестях. На участке Кердем — Нижний Бестях отсыпано 95 % земляного полотна. Также отсыпано 95 % станционных путей и площадок под строительство объектов на станции Нижний Бестях. Из 74 мостов по проекту сданы под укладку железнодорожного полотна 62 моста, в работе находятся ещё 10. Из 364 водопропускных металлогофрированных труб построено 287. Исходно-разрешительная документация выполнена в полном объёме на весь объект.

### 2011—2015

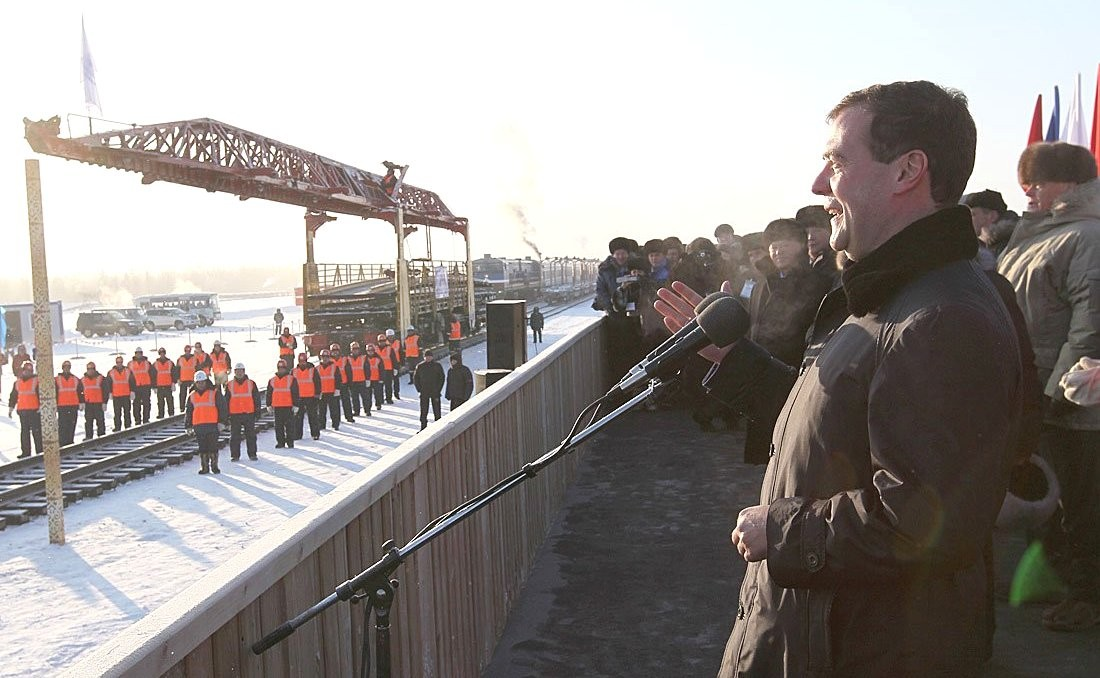
Дмитрий Медведев руководит укладкой «золотого звена»

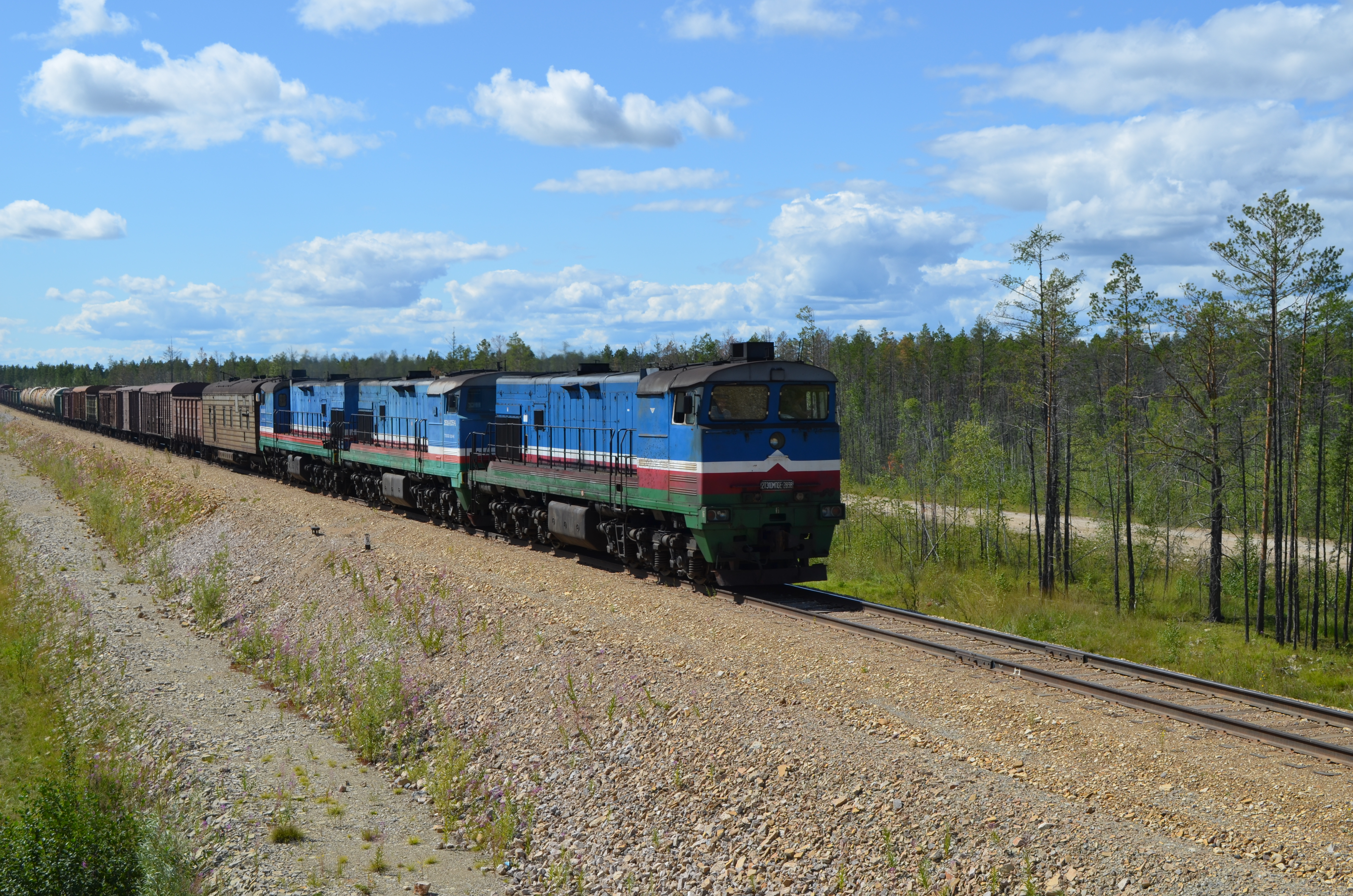
Поезд на Амуро-Якутской магистрали

В качестве одной из целевых задач в 2011 году для корпорации «Трансстрой-Восток» являлась укладка оставшихся 69 км железнодорожного полотна до станции Нижний Бестях. Также планировалось развернуть масштабное строительство служебно-технических зданий и сооружений на самой станции Нижний Бестях, с тем, чтобы закончить эти работы уже в 2012 году. В том числе намеревалось продолжить строительство железнодорожного вокзала, начать работы по возведению грузового двора, депо для пассажирских поездов и маневровых локомотивов, пункта экипировки пассажирских поездов, устройство пути для отстоя путевой техники. По оценке генерального директора корпорации «Трансстрой-Восток» Александра Дудникова, общий объём планируемых строительных работ только на станции Нижний Бестях составил порядка 3,5 млрд рублей. Помимо этого, «Трансстрой-Восток» собирался закончить в 2011 году строительство железнодорожных мостов на участке Томмот — Нижний Бестях через реки Тамму и Мылу, закончить укладку главного пути до станции Нижний Бестях до 30 октября, и выполнить укладку станционных путей ст. Нижний Бестях до 25 ноября 2011 года. Кроме того, планировалось до 30 сентября выполнить балластировку главного пути на участке Томмот — Кердем, и до 15 октября закончить строительство служебно-технических зданий на всех разъездах и станциях, кроме станции Нижний Бестях.
8 июля 2011 года путеукладчик пересёк административную границу между Хангаласским и Мегино-Кангаласским районами Якутии, вступив на территорию последнего. Укладка на этот момент находилась в пятидесяти километрах от железнодорожной станции Нижний Бестях, на 762-м км железной дороги Беркакит — Томмот — Якутск (Нижний Бестях). Продолжалось строительство станций Нижний Бестях, Кердем, мостов через реки Тамма и Мыла и другие работы на магистрали.
15 ноября 2011 года состоялась церемония укладки «золотого звена» на станции Нижний Бестях, в которой принял участие Президент России Дмитрий Медведев. Также присутствовали: полномочный представитель президента в Дальневосточном федеральном округе Виктор Ишаев, президент Якутии Егор Борисов, президент Республики Татарстан Рустам Минниханов, министр транспорта РФ Игорь Левитин, глава «Российских железных дорог» Владимир Якунин, руководители других российских регионов, руководящие и ответственные работники федеральных органов госвласти, директор строительства АЯМа Александр Дудников, а также жители Нижнего Бестяха, Якутска, Алдана и Нерюнгри. Тем самым был завершён важнейший этап строительства, правый берег Лены связан с железными дорогами России. Теперь для полного соединения г. Якутска, крупнейшего города северо-востока России с железнодорожной сетью страны осталось построить переход через реку Лену — мост либо тоннель.
На строительстве пускового комплекса «Томмот — Якутск (Нижний Бестях)» за год освоено 6 189,923 млн рублей, с начала строительства 37 233,69 млн рублей. К работам на титуле было привлечено 17 головных подрядных предприятий и 20 субподрядных организаций. Уложено 439 км рельсошпальной решётки от Томмота, построено свыше 60 мостов.
В 2012 году на станции Нижний Бестях были выполнены работы по строительству служебно-технических зданий грузового двора, локомотивного и вагонного хозяйства, объединённых эксплуатационных баз подразделений и служб железной дороги, завершалось бурение второй артезианской скважины для водоснабжения узла Нижний Бестях. ОАО АК «Якутскэнерго» было подано напряжение на ТП-35/10 «Нижний Бестях» по временной схеме. Также было включено отопление и велись отделочные, сантехнические и электромонтажные работы по железнодорожному вокзалу и административно-бытовому комплексу (АБК) локомотивного депо. Кроме того, велись работы по линейным путям на участке Томмот — Амга и Амга — Нижний Бестях.
Кроме титула Томмот — Нижний Бестях, продолжена работа по доведению железнодорожного участка Беркакит — Томмот до норм постоянной эксплуатации. В 2012 году были выполнены работу на сумму 463 млн рублей, введено 4 объекта.
Целевой задачей года ставилось: организовать и обеспечить безусловный ввод в эксплуатацию участка Томмот — Нижний Бестях в 2013 году. Кроме того, в очередной раз было продекларировано, что в 2013 году в Якутии должно быть начато проектирование и строительство мостового перехода через реку Лена.
В марте 2013 года завершились работы на строительстве моста через реку Тамма в районе посёлка Хаптагай. Мостовой переход длиной 470 метров на 791 километре железнодорожной линии Беркакит — Томмот — Якутск.
Было объявлено о завершении работ в 3-м квартале 2013 года. Также было объявлено об отказе от идеи совмещённого железнодорожно-автомобильного моста через Лену, первоочередной задачей становится строительство автомобильного моста.
4 августа 2013 года был торжественно открыт железнодорожный вокзал на станции Нижний Бестях.
30 августа 2014 года введён во временную (только для грузовых поездов) эксплуатацию последний участок длиной более 400 километров Томмот — Якутск (Нижний Бестях). Также президент Якутии Егор Борисов сообщил журналистам, что пассажирское движение от Нижнего Бестяха планируется открыть в 2016 году.
К октябрю 2015 по железной дороге было перевезено свыше 734 тысячи тонн грузов. Также стало известно о необходимости дофинансирования проекта для его перевода в режим постоянной эксплуатации.
В 2013—2015 годах строительство сопровождалось банкротствами ряда субподрядчиков.

### 2016—2019
В начале 2016 года из сообщений в СМИ стало известно, что окончательную достройку, отшлифовку линии, включая работу, связанную с подготовкой открытия пассажирского движения по всей протяжённости линии Беркакит — Нижний Бестях, поручено произвести компании «Российские железные дороги».
22 апреля 2016 года министр экономики Якутии Алексей Стручков заявил журналистам, что линия Беркакит — Нижний Бестях будет достроена и доведена до постоянной эксплуатации к концу 2017 года, однако тогда этого так и не было сделано.
В апреле 2017 года запуск в постоянную эксплуатацию планировали на январь 2018 года.
27 июля 2019 года было запущено пассажирское движение.

## Перспективы завершения и развития
В конце 2008 года ФГУ «Главгосэкспертиза России» дало положительное заключение на проект строительства совмещённого автомобильно-железнодорожного моста через Лену в районе посёлков Табага и Хаптагай (в т. н. «Табагинском створе»), но от железной дороги на мосту было решено отказаться. Вместе с завершающим участком железной дороги длиной около 50 км на левом берегу Лены мост обеспечит Якутск железнодорожным сообщением с югом Якутии и остальной Россией, прекратив «островное» положение местных жителей. Кроме того, по мосту будет открыто круглогодичное автомобильное движение между Якутском и федеральной дорогой М56 «Лена».
В настоящее время не существует ни одного моста через Лену в Республике Саха. Якутск связан с внешним миром только паромной переправой летом, или зимником зимой, и воздушным сообщением. В течение весны и осени перемещающийся лёд на реке делает переправу невозможной. Якутск является крупнейшим городом в России, к которому не подведена железная дорога.
Строительство участка АЯМа Томмот — Якутск и моста через Лену так или иначе увязано со следующими федеральными и региональными программами: Транспортная стратегия России до 2030 года, Стратегия развития железнодорожного транспорта до 2030 года, ФЦП «Развитие транспортной системы России (2010—2015 годы)» и «Экономическое и социальное развитие Дальнего Востока и Забайкалья на период до 2013 года», Схема комплексного развития производительных сил, транспорта и энергетики РС(Я) до 2020 года, Транспортная стратегия Республики Саха (Якутия) до 2025 года, Государственная целевая программа развития транспортного комплекса республики на период до 2015 года.
По примерным оценкам, строительство железной дороги в местах, где доставка товаров осуществляется только северным завозом с ограниченными сроками навигации, снижает стоимость доставки груза примерно в 20 раз, а если учесть и косвенные затраты — примерно в 200 раз; достройка железной дороги будет способствовать интенсификации освоения месторождений полезных ископаемых, а зона хозяйственного освоения составит около 600 000 км².
Завершение строительства, ввод в строй железнодорожной магистрали Беркакит — Томмот — Нижний Бестях, в сочетании с опережающим развитием транспортной инфраструктуры в целом, обеспечит мультипликативный эффект программ освоения и развития Востока страны, позволит ускорить освоение месторождений, поступление средств в бюджеты всех уровней от реализации конечного продукта этих проектов и, самое главное, обеспечит повышение качества жизни населения. В результате реализации транспортной стратегии к 2025 году будет завершено создание всесезонной единой опорной транспортной сети без разрывов и «узких мест»; 22 района республики (из 35), занимающих 48 % территории, где проживает свыше 90 % населения, будут иметь надёжную транспортную связь с центром республики и близлежащими районами; 96 % выпускаемых товаров и услуг будет находиться в зоне круглогодичного транспортного обеспечения.
Уже составляются планы продления железнодорожной магистрали Нижний Бестях — Мома — Магадан. Строительство магаданской магистрали включено в «Стратегию развития железнодорожного транспорта в России до 2030 года».
Летом 2014 года работы по строительству участка Нижний Бестях — Мома — Магадан планировалось начать в 2016 году, по состоянию на лето 2016 года, была принята программа «Развитие транспортной системы в Магаданской области» на 2014—2022 годы. Однако дальнейшего развития не предполагается: проект продолжения дороги до Магадана не прошёл отбор в Минэкономразвития РФ.
За 2020 год по железной дороге было перевезено около 6 млн тонн грузов.
7 сентября 2022 года на VII Восточном экономическом форуме было подписано соглашение о реализации проекта[какого?]. Проект предполагает строительство 1600 км дороги и разбитие на 3 этапа первый из которых предполагает прокладку 700 км дороги до Хандыги Томпонского района. Строительство железнодорожной линии Нижний Бестях — Магадан предусмотрено документами стратегического развития, в том числе национальной программой социально-экономического развития Дальнего Востока на период до 2024 года и на перспективу до 2035 года, схемой территориального планирования Российской Федерации в области федерального транспорта (железнодорожного, воздушного, морского, внутреннего водного транспорта) и автомобильных дорог федерального значения.
В 2023—2024 годах построена железнодорожная ветка от станции Нижний Бестях до одноимённого речного порта, «золотое звено» было уложено 25 апреля 2024 года.